# 泗安水库
泗安水库是中国浙江省湖州市长兴县境内的一座水库，位于西苕溪支流泗安塘上，建于1964年。水库正常库容为700万立方米，集雨面积为108平方千米，海拔为14.5米。